# 185579 Jorgejuan
185579 Jorgejuan è un asteroide della fascia principale. Scoperto nel 2008, presenta un'orbita caratterizzata da un semiasse maggiore pari a 2,3466911 au e da un'eccentricità di 0,0485623, inclinata di 6,58796° rispetto all'eclittica.
L'asteroide è dedicato al matematico spagnolo Jorge Juan y Santacilia.